# Episodi di Black Butler (quinta stagione)
Questa è la lista degli episodi della quinta stagione dell'anime Black Butler, adattamento dell'omonimo manga di Yana Toboso.
All'Anime Expo 2024 è stata annunciata la quinta stagione, Black Butler: Emerald Witch Arc (黒執事 -緑の魔女編-?, Kuroshitsuji midori no majo-hen), che è stata trasmessa dal 5 aprile al 28 giugno 2025 su Tokyo MX e altre reti. Licenziata da Crunchyroll, è nuovamente diretta da Kenjirou Okada e prodotta da CloverWorks. La sigla d'apertura è MAISIE dei Cö shu Nie feat. HYDE mentre quella di chiusura è WALTZ dei Ryugujo.

## Lista episodi
| Nº serie | Nº | Titolo italiano Giapponese 「Kanji」 - Rōmaji - Traduzione letterale                                                        | In onda        | In onda |
| Nº serie | Nº | Titolo italiano Giapponese 「Kanji」 - Rōmaji - Traduzione letterale                                                        | Giapponese     |         |
| 58       | 1  | His Butler, Doing Fieldwork 「その執事、警鐘」 - Sono shitsuji, keishō – "Quel maggiordomo, impegnato nel lavoro sul campo" | 5 aprile 2025  |         |
| 59       | 2  | His Butler, Sounding the Alarm 「その執事、警鐘」 - Sono shitsuji, keishō – "Quel maggiordomo, campanello d'allarme"        | 12 aprile 2025 |         |
| 60       | 3  | His Butler, On Loan 「その執事、出向」 - Sono shitsuji, shukkō – "Quel maggiordomo, sistema di assegnazione del lavoro"     | 19 aprile 2025 |         |
| 61       | 4  | His Butler, Serving 「その執事、奉公」 - Sono shitsuji, hōkō – "Quel maggiordomo, servitore"                                | 26 aprile 2025 |         |
| 62       | 5  | His Butler, Descending 「その執事、下降」 - Sono shitsuji, kakō – "Quel maggiordomo, scende"                                | 3 maggio 2025  |         |
| 63       | 6  | His Butler, Despairing 「その執事、失望」 - Sono shitsuji, shitsubō – "Quel maggiordomo, delusione"                         | 10 maggio 2025 |         |
| 64       | 7  | His Butler, Encouraging 「その執事、勧奨」 - Sono shitsuji, kanshō – "Quel maggiordomo, esortazione"                        | 17 maggio 2025 |         |
| 65       | 8  | His Butler, Furious 「その執事、狂暴」 - Sono shitsuji, kyōbō – "Quel maggiordomo, frenesia"                                | 24 maggio 2025 |         |
| 66       | 9  | His Butler, Crossing Paths 「その執事、遭逢」 - Sono shitsuji, sōhō – "Quel maggiordomo, incontro"                          | 31 maggio 2025 |         |
| 67       | 10 | His Butler, Mopping Up 「その執事、掃討」 - Sono shitsuji, sōtō – "Quel maggiordomo, spazzare"                              | 7 giugno 2025  |         |
| 68       | 11 | His Butler, Much Unknown 「その執事、不詳」 - Sono shitsuji, fushō – "Quel maggiordomo, sconosciuto"                        | 14 giugno 2025 |         |
| 69       | 12 | His Butler, Calling 「その執事、尋訪」 - Sono shitsuji, jinbō – "Quel maggiordomo, interrogatorio"                          | 21 giugno 2025 |         |
| 70       | 13 | His Butler, Submerged 「その執事、潜航」 - Sono shitsuji, senkō – "Quel maggiordomo, immersione"                            | 28 giugno 2025 |         |